# The Little Man
The Little Man (en español, El Hombrecillo), fue un personaje regular que apareció en los cortos originales de La Pantera rosa creados por David DePatie y Friz Freleng.

## Apariciones
El hombrecillo apareció por primera vez en el corto de The Pink Phink. 
El hombrecillo ha aparecido en diversos episodios a lo largo de toda la serie original. Rara vez habla y tiene una nariz grande y distintiva y suele ser blanco, pero a veces es presentado con la piel normal posiblemente por error de animación en la paleta de colores. A veces parece estar totalmente desnudo, y otras veces que viste un traje y un sombrero.
Se dice a menudo que el Hombrecillo es obra de Friz Freleng ya que posee las características de Freleng. Las características de Freleng también sirvieron de inspiración para crear al personaje de Warner Bros., Sam Bigotes
El hombrecillo también apareció en todos los episodios del show de Cartoon Network Pink Panther and Pals como protagonista y antagonista principal aunque aquí es rebautizado como Big Nose, en esta serie siempre está buscando la manera de deshacerse de la Pantera Rosa de manera antagónica con ayuda de su perro, pero siempre fracasa.